# Autostrada R 7
De Autostrada R 7 (Nederlands: Autosnelweg R 7) is een autosnelweg in Kosovo, die de Kosovaarse hoofdstad Pristina met de Albanese hoofdstad Tirana moet gaan verbinden. De weg loopt op dit moment van de grens met Albanië via Prizren naar Pristina over een lengte van 103 kilometer. Uiteindelijk zal de weg 130 kilometer lang worden en eindigen in Podujevë.
In Albanië sluit de weg aan op de A1. Deze weg loopt verder naar Tirana en de havenstad Durrës.
De R7 is onderdeel van de E851, de Europese weg tussen Pristina en Petrovac in Montenegro.

## Geschiedenis
Het eerste deel van de Albanese grens naar de tijdelijke aansluiting bij Sllapuzhan werd op 12 november 2011 geopend. Op 13 juli 2012 werd de R7 verlengd naar Duhël. Hierbij werd de tijdelijke aansluiting opgeheven. Op 27 november 2012 werd het derde deel tussen Duhël en Balince geopend. Sindsdien sluit de R7 aan op de autoweg M-9 naar Pristina.
De weg is zonder inbreng en hulp van Servië, waar Kosovo de jure nog steeds onderdeel van is, aangelegd.